# Advaita Vedanta
Advaita Vedanta (IAST Advaita Vedānta; Sanskrit अद्वैत वेदान्त; IPA /əd̪vait̪ə veːd̪ɑːnt̪ə/) là một tiểu trường phái của triết lý Vedānta (sát nghĩa, cuối cùng hay là mục đích của kinh Veda, tiếng Phạn) của triết học Ấn Độ. Các tiểu trường phái khác cũng thuộc phái Vedānta là Dvaita và Viśishṭādvaita. Advaita (sát nghĩa, nhất nguyên) thường được xem là một hệ thống tư tưởng độc thần. Từ "Advaita" chủ yếu là chỉ đến việc xác định Cá nhân (Tiểu ngã, Self,Atman) và Toàn thể (Đại ngã, Whole, Brahman) về bản chất là không khác nhau. Các sách nguyên gốc cho tất cả các trường phái Vedānta là Prasthanatrayi – các kinh điển chính là Upanishad, Bhagavad Gita và Brahma Sutra. Người đầu tiên hệ thống hóa rõ rệt các nguyên lý của phái Advaita Vedanta là Adi Shankara.

## Adi Shankara
Adi Shankara đã củng cố học thuyết Advaita Vedanta, một cách diễn giải của các kinh sách Veda được chấp thuận bởi Gaudapada và Govinda Bhagavatpada siddhānta. Tiếp tục tư tưởng của một số vị thầy chuyên về Upanishad, và cũng là thầy của thầy ông là Gaudapada, (Ajativada), Adi Shankara đã đề ra học thuyết Advaita — một hiện thực nhất nguyên.

## Nhận thức luận

### Pramāṇas
Pramā, trong Sanskrit, chỉ đến kiến thức đúng đắn, đạt được bằng suy luận thấu đáo, về bất cứ đối tượng gì. Pramāṇa (nguồn của kiến thức, Sanskrit) tạo thành một phần của một bộ ba tripuṭi (trio), kể ra là, 
1. Pramātṛ, chủ thể; người biết kiến thức
2. Pramāṇa, nguyên nhân hay là phương tiện đạt tới kiến thức
3. Prameya, đối tượng của kiến thức

Trong Advaita Vedānta, các loại pramāṇas được chấp nhận:
- Pratyakṣa — kiến thức đạt được thông qua các giác quan
- Anumāna — kiến thức đạt được thông qua suy diễn
- Upamāna — kiến thức đạt được thông qua so sánh tương tự
- Arthāpatti — kiến thức đạt được bằng cách áp dụng những kiến thức đã biết lên những kiến thức vừa xuất hiện và chưa được biết trước đó
- Āgama — kiến thức đạt được thông qua sách vở như là Veda (cũng được biết đến như là Āptavākya, Śabda pramāṇa)

## Bản thể học

### Kārya và kāraṇa
kārya (kết quả) và kāraṇa (nguyên nhân) tạo thành một khu vực quan trọng trong sự nghiên cứu tất cả các hệ thống của Vedanta. Hai kāraṇatvas (cách tạo nguyên nhân) được chấp nhận:
1. Nimitta kāraṇatva — Là nguyên nhân công cụ. Ví dụ, người thợ gốm được gán cho vai trò Nimitta kāraṇatva vì anh đã làm ra bình gốm và trở thành nguyên nhân công cụ của bình gốm.
2. Upādāna kāraṇatva — Là nguyên nhân vật chất. Ví dụ, đất được gán là Upādāna kāraṇatva vì nó là vật chất tạo ra kết quả (bình gốm) và do đó là nguyên nhân vật chất của bình gốm.

## Các luận điểm chính của Advaita Vedanta

### Ba tầng của sự thật
- Tầng siêu việt hoặc là tầng Pāramārthika mà nơi đó Brahman là sự thật duy nhất và không có thứ gì khác;
- Tầng thực tế hay là tầng Vyāvahārika mà trong đó cả Jiva (vật sống hay là linh hồn cá nhân) và Ishvara là có thật; nơi này, thế giới vật chất là hoàn toàn có thật và,
- Tầng ảo hay là tầng Prāthibhāsika trong đó ngay cả thế giới vật chất là không thật, giống như ảo giác của một con rắn qua một sợi dây thừng hay là một giấc mơ.

### Brahman
Theo như Adi Shankara, God, Thánh thần vũ trụ tối thượng hay là Brahman (phát âm /brəh mən/; chủ cách số ít Brahma, phát âm /brəh mə/) là một sự thật toàn thể và duy nhất. Ngoại trừ Brahman, tất cả những thứ khác, bao gồm cả vũ trụ, các đối tượng vật chất và các cá nhân, là không có thật. Brahman có thể được miêu tả tốt nhất như là một hiện thực siêu việt vô cùng, có mặt khắp nơi, toàn năng, không thân xác, không thiên vị và là nền tảng linh thiêng của tất cả mọi sự Tồn tại. Brahman thường được miêu tả là neti neti nghĩa là "không phải thứ này, không phải thứ này" bởi vì không thể miêu tả Brahman như là một thứ này hay là một thứ khác. Nó là khởi thủy của thứ này và thứ kia, là nguồn gốc của tất cả các lực, các thứ vật chất, của tất cả mọi tồn tại. Nó là không định nghĩa được, là cơ sở của tất cả, là sự thật cốt lõi, không thay đổi, là tuyệt đối. Brahman cũng vượt khỏi tầm của các giác quan, sẽ như là người mù tìm cách mô tả nó một các đúng đắn. Nó mặc dù không phải là một chất, nhưng là cơ sở của thế giới vật chất và các biến đổi. Brahman không phải là kết quả của thế giới. Brahman được nói là kiến thức trong sáng nhất, và tự tỏa sáng như là nguồn của một ánh sáng vĩnh cửu.
Bởi vì sự ngu dốt (avidyā), Brahman được thấy như là thế giới vật chất và các đối tượng trong đó. Brahman thật sự là không có thuộc tính và không có hình dạng (xem Nirguna Brahman). Nó là Tự tồn tại, là Tuyệt đối và Không thể hủy diệt (nói chung không phải là đối tượng để tôn thờ mà nên hiểu như là đối tượng dành cho việc thiền định). Brahman thực ra là không mô tả được. Nó miêu tả tốt nhất bằng thuật ngữ "Sacchidananda" (trộn lẫn "Sat" + "Chit" + "Ananda", nghĩa là, Sự Thật vô cùng, Nhận thức vô cùng và Niềm an vui vô cùng). Brahman cũng không bị vướng bận vào một sự so sánh nào cả. Nó không có một khác biệt nào cả bởi vì không có Brahman thứ hai.

### Māyā
Māyā (/mɑːjɑː/) Theo như Adi Shankara, Māyā là một quyền năng ảo và phức tạp của Brahman để làm cho Brahman có thể được nhìn thấy như là thế giới vật chất. Nó có hai chức năng chính — một là để "che phủ" Brahman khỏi đầu óc con người, và chức năng khác là thể hiện thế giới vật chất trong sự ổn định. Māyā cũng không thể miêu tả được. Nó không phải là hoàn toàn thực cũng không là phải hoàn toàn ảo - do đó không thể miêu tả được. Vỏ bọc của nó là Brahman, nhưng tự thân Brahman không thể bị chạm được bởi sự thô thiển của Māyā, cũng giống như là nhà ảo thuật không thể bị lừa bởi các ngón nghề ảo thuật của chính anh ta. Māyā chỉ là tạm thời và bị tiêu hủy với "kiến thức thực sự".
Bởi vì theo Upanishad chỉ duy nhất Brahman là có thực, nhưng chúng ta thấy thế giới vật chất này cũng là thực, Adi Shankara giải thích sự mâu thuẫn này bằng khái niệm về quyền năng ảo này của Māyā.

#### Thực trạng thế giới
Adi Shankara nói rằng thế giới này là không có thực, chỉ là một ảo ảnh, nhưng điều này là do một số nguyên do mang tính logic. Hãy thử phân tích định nghĩa của Adi Shankara về Sự Thật, và do vậy tại sao thế giới này không được xem là có thật.
- Adi Shankara nói rằng bất cứ thứ gì tồn tại vĩnh cửu là có thật, và những gì không vĩnh cửu là không có thật. Bởi vì thế giới được tạo ra và bị hủy diệt, nó là không có thật.
- Sự thật là thứ không thay đổi. Vì thế giới luôn thay đổi, nó là không có thật.
- Bất cứ thứ gì không phụ thuộc vào không gian và thời gian là có thật, và bất cứ thứ gì có không gian và thời gian là không có thật.
- Giống như là một người thấy các giấc mơ lúc ngủ, anh ta thấy một loại siêu giấc mơ khi anh ta thức. Thế giới này được so sánh với giấc mơ lúc tỉnh này.
- Thế giới này được tin là một sự áp đặt lên của Brahman. Sự áp đặt không thể là có thực.

Mặc khác, Adi Shankara cũng cho rằng thế giới này cũng không phải là tuyệt đối là không có thực. Nó chỉ không thật khi đem so sánh với Brahman. Trong trạng thái thực tế, thế giới này là hoàn toàn có thật—điều này xảy ra miễn là chúng ta vẫn ở dưới ảnh hưởng của Maya. Thế giới này không thể là thật và không thật cùng một lúc; do đó Adi Shankara đã phân loại rằng thế giới này là không thể miêu tả được. Những điểm sau đây đã đề nghị rằng theo như Adi Shankara, thế giới này là có thật (xem, Sinha, 1993):
- Nếu thế giới là không có thật, thì với sự giải thoát của con người đầu tiên, thế giới này hoàn toàn sẽ phải bị xóa bỏ. Tuy nhiên, thế giới tiếp tục tồn tại ngay cả sau khi một người đạt tới sự giải thoát.
- Adi Shankara tin vào Karma, hay là những hành động tốt đẹp. Đây là đặc điểm của thế giới này. Do đó thế giới này không thể là không có thật.
- Thực tế tối thượng Brahman là cơ sở cho thế giới này. Thế giới này như là phản chiếu của nó. Như vậy thế giới này không hoàn toàn là giả tạo.
- Giả tạo là một thứ không tồn tại, như hoa sen-trời. Thế giới này là một thứ có thể cảm nhận được bằng các giác quan của chúng ta.

Ví dụ: Một cây bút được đặt trước một tấm gương. Ta có thể thấy được ảnh phản chiếu của nó. Đối với mắt, ảnh của cây bút được cảm nhận. Bây giờ, ảnh đó được gọi như là thế nào? Nó không thể là có thật, vì nó chỉ là bức ảnh. Sự thật là cây bút. Nó không thể giả tạo, vì chúng ta thấy nó bằng chính mắt của chúng ta.

### Īshvara
Īshvara (phát âm như /iːʃvərə/, sát nghĩa, Chúa tối cao, Supreme Lord) — Theo Advaita Vedanta, khi con người cố gắng để biết Brahman không mang thuộc tính nào với trí óc của anh ta, dưới ảnh hưởng của Maya, Brahman trở thành Chúa. Ishvara là Brahman với Maya — dạng thể hiện ra của Brahman. Adi Shankara sử dụng phép so sánh rằng khi "ảnh phản xạ" của Thánh thần Vũ trụ rơi trên tấm gương phản chiếu của Maya, nó xuất hiện như là Chúa tối cao. Chúa tối cao chỉ đúng ở mức độ thực tế - dạng thực tế của Brahman là ở tầng siêu việt như là Thánh thần Vũ trụ (Cosmic Spirit).
Ishvara là Saguna Brahman hay là Brahman với vô số tính chất tốt đẹp. Ngài là hoàn hảo, toàn trí toàn thức, có mặt khắp nơi, vô hình vô thể, độc lập, Đấng Sáng tạo thế giới, cai trị và hủy diệt thế giới. Ngài không có nguyên nhân, là vĩnh cửu, và không thay đổi - và thế nhưng là vật chất và nguyên nhân của thế giới. Ngài là cơ sở của đạo đức và là người ban nghiệp quả cho Karma của một người. Tuy nhiên, bản thân Ngài là vượt khỏi tội lỗi và khen thưởng. Ngài cai trị thế giới với Maya — quyền năng linh thiêng của ngài. Sự liên hệ với kiến thức "giả tạo" này không ảnh hưởng đến sự hoàn hảo của Ishvara, trong cùng cách thức một ảo thuật gia không bị ảnh hưởng bởi trò ảo thuật của anh ta. Tuy nhiên, trong khi Ishvara là Chúa của Maya và Maya luôn dưới quyền của ngài, những thể sống (jīva, nghĩa là con người) là nô lệ của Maya (dưới dạng của sự ngu dốt). Sự ngu dốt này là nguyên nhân của những phiền não và tội lỗi trong thế giới có sinh tử này. Trong khi Ishvara là Sự An vui vô cùng, con người chịu đựng đau khổ. Ishvara luôn biết đến sự thống nhất với chất liệu của, và bản chất Maya của thế giới. Không có chỗ cho Satan hay ma quỷ trong Ấn Độ giáo. Advaitin (những người theo Advaita) giải thích đau khổ là vì do sự ngu dốt. Ishvara cũng có thể được hình tượng hóa và thờ cúng trong dạng giống như hình người (anthropomorphic) như là các vị thần Vishnu, Krishna hay là Shiva.
Bây giờ câu hỏi đặt ra là tại sao Chúa Toàn năng tạo ra thế giới. Nếu người ta giả sử rằng Ishvara tạo ra thế giới này với một động cơ nào đó, điều này sẽ điều vu khống cho tính toàn diện và sự hoàn hảo của Ishvara. Chẳng hạn, nếu ta giả sử rằng Ishvara tạo ra thế giới để đạt được mục đích gì, nó sẽ đi ngược với sự hoàn hảo của Ngài. Nếu ta giả sử Ngài tạo ra thế giới là vì tình thương, điều đó sẽ là không có tính logic, bởi vì tình thương không thể nảy sinh trong thế giới trống rỗng vào buổi ban đầu (khi chỉ có duy nhất Ishvara tồn tại). Do vậy Adi Shankara giả sử rằng Sáng tạo thế giới là một món thể thao của Ishvara. Nó là bản chất của Ngài, cũng giống như bản chất của con người là phải thở.
Chứng minh duy nhất cho Ishvara mà Adi Shankara đưa ra là những lời kinh nói về Ishvara trong kinh Veda, bởi Ishvara là vượt khỏi logic và suy nghĩa. Điều này cũng tương tự như là triết lý của Kant về Ishvara mà ông cho rằng "niềm tin" là cơ sở cho thần giáo (theism). Tuy nhiên, Adi Shankara cũng đưa ra một số chứng minh logic cho Ishvara, nhưng khuyên rằng chúng ta không nên hoàn toàn dựa vào chúng:
- Thế giới là một tác phẩm, là một kết quả, do vậy phải có nguyên nhân thật. Nguyên nhân này phải là Ishvara.
- Thế giới có một trật tự thống nhất tốt đẹp, do đó nó phải được sáng tạo ra bởi một thể thông minh (intelligent being).
- Người làm việc tốt và phạm tội sẽ nhận lấy nghiệp quả, hoặc là trong kiếp sống này hoặc là kiếp sau. Người không thể tự mình đem lại nghiệp quả, bởi vì không ai tự phạt tội lỗi của mình. Mà người ban nghiệp quả cũng không thể là một vật vô tri giác, do đó người ban nghiệp quả của Karma là Ishvara.

### Ātman

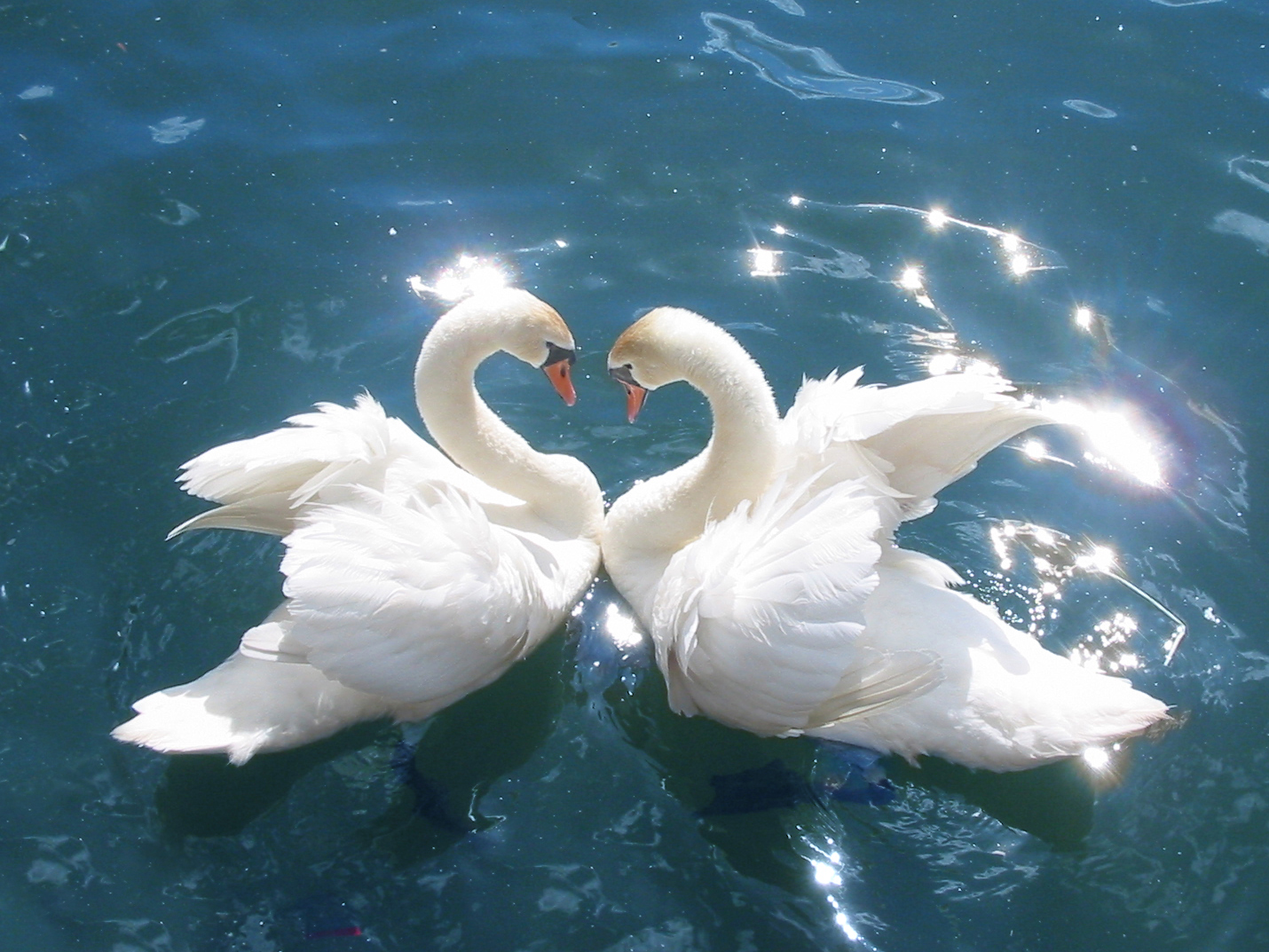
Thiên nga là một biểu tượng quan trọng trong Advaita. Nó tượng trưng cho hai thứ: thứ nhất, thiên nga được gọi là hamsah trong Sanskrit (trở thành hamso nếu ký tự đầu của từ kế tiếp là /h/). Bằng cách lặp lại từ hamso vô số lần, nó trở thành so-aham, nghĩa là, "Tôi là Thế đó". Thứ hai, như là một con thiên nga sống trong nước nhưng lông không bị ướt, cũng giống như một Advaitin đã giải thoát sống trong một thế giới đầy ảo ảnh của maya nhưng không bị chạm phải những ảo ảnh đó.

Linh hồn của cá thể (tiểu ngã, Atman) là hoàn toàn giống với Brahman. Nó không phải là một phần của Brahman cuối cùng sẽ hòa vào Brahman, như là toàn thể Brahman. Người cãi lại sẽ hỏi rằng làm thế nào mà linh hồn cá nhân, giới hạn và chỉ có một trong mỗi cơ thể, lại có thể giống như Brahman? Adi Shankara giải thích rằng Cá thể (Tiểu ngã)